# Fremantle
FremantleMedia er et britisk internationalt tv-produktionsselskab, som er et datterselskab af Bertelsmanns RTL Group, der er Europas største tv, radio og produktionsselskab. Hovedkvarteret ligger i London.
Virksomheden har overtaget flere britiske, australske og amerikanske produktionsselskaber som Talkback, Thames Television (som senere fusionerede til Talkback Thames), Reg Grundy Organisation, Crackerjack Productions (nu fusioneret og en del af FremantleMedia Australia), Carruthers Company (Press Your Luck, Second Chance) og Goodson-Todman Productions (senere Mark Goodson Productions, nu en del af FremantleMedia North America). Tidligere fusionerede virksomheden med Tysklands største tv-produktionsselskab UFA.

## Rettigheder
Fremantlemedia ejer rettigheder til at producere tv-underholdning som The X Factor, Pop Idol, American Idol, Neighbours, America's Got Talent og Family Feud.